# Landcross
Landcross – wieś i civil parish w Anglii, w Devon, w dystrykcie Torridge. W 2001 civil parish liczyła 70 mieszkańców. Landcross jest wspomniana w Domesday Book (1086) jako Lanchers.